# Конверський Анатолій Євгенович
Анатолій Євгенович Конверський (нар. 15 вересня 1948 року, село Горишківка Томашпільського району, Вінницької області) — український вчений, філософ. Доктор філософських наук (1992), професор (1994), академік НАН України (2012) та академік Української міжнародної академії оригінальних ідей (1993). Лауреат премії НАН України імені Д. І. Чижевського (2005).

## Короткий життєпис
Закінчив філософський факультет Київського університету в 1971 році.
Працює в ньому з 1974, з 1992 — завідувач кафедри логіки, з 1995 — декан філософського факультету.

## Наукові напрямки
Наукові дослідження: проблеми логіки та методології науки, властивості теорії як головного результату пізнавальної діяльності, шляхи виявлення конкретно наукової теорії у вигляді логічної моделі.

## Наукові інтереси
Коло наукових інтересів Анатолія Конверського становлять актуальні проблеми логіки та методології науки. Останнім часом він досліджує основні властивості теорії як головного результату пізнавальної діяльності; розкриває природу методологічного аналізу наукового знання; визначає основні риси предметного світу теорії; аналізує суть моделей обґрунтування теорії (дедуктивної та індуктивної) досліджує шляхи виявлення конкретнонаукової теорії у вигляді логічної моделі, зв'язок проблеми обґрунтування теорії з основними ідеями сучасної логіки.

## Наукові праці
Автор підручника «Логіка» (К., 2008), навчального посібника «Логіка традиційна та сучасна» (Москва, 2010).
- Конверський, А.Є.  — 3 вид. перероб. та доп. — К. : Центр навчальної літератури, 2012. — 296 с. — ISBN 978-611-01-0283-4.
- Конверский А. Е. Логика: учебник для студентов юридических факультетов. — М.: Идея-Пресс, 2002. — 324 с.
- Конверский А. Е. Логика. — М.: Издательство Московского университета. 2014. — 336 с.
- Конверський А. Є. Логіка. Підручник для студентів юридичних факультетів. 5 вид. перероб. та доп. — К.: Центр навчальної літератури, 2016. — 320 с.
- Конверський А. Є. Логіка. Підручник для студентів юридичних факультетів. 6 вид. перероб. та доп. — К.: Центр навчальної літератури, 2017. — 424 с.
- Конверський А. Є. Логіка: підручник. — К.: ВПЦ «Київський університет», 2017. — 391 с.
- Конверський А. Є. Сучасна логіка (традиційна та некласична). — К.: Центр навчальної літератури, 2017. — 294 с.
- Конверський А. Є. Критичне мислення. — К.: Центр навчальної літератури, 2018. — 344 с.
- Конверський А. Є. Традиційна логіка. Підручник для студентів навчальних закладів вищої освіти усіх спеціальностей. — К.: Центр навчальної літератури, 2019. — 452 с.